# Kompakt (Label)
Kompakt ist ein international erfolgreiches Plattenlabel für elektronische Musik aus Köln.
Zum Label gehören auch ein Plattenladen in der Werderstraße in Köln, ein Musikvertrieb und eine Künstleragentur.

## Geschichte
Kompakt geht auf einen Plattenladen zurück, der am 1. März 1993 (noch unter dem Namen Delirium) von Wolfgang Voigt gemeinsam mit seinem Bruder Reinhard Voigt, Jörg Burger und Jürgen Paape gegründet wurde. Anfang 1998 wurde dieser in Kompakt umbenannt und das gleichnamige Label als Zusammenfassung verschiedener bereits existierender kleinerer Labels (Profan, Studio 1) gegründet.
Inhaber sind heute Wolfgang Voigt, Jürgen Paape und Michael Mayer.

## Stil

Jürgen Paape – Triumph; Katalog #KOM1 (1998)

Kompakt wurde und wird international mit einer bestimmten Spielart des Minimal Techno assoziiert, den viele Medien als Sound of Cologne bezeichneten. Obwohl mittlerweile recht vielfältige Stile elektronischer Musik auf Kompakt erscheinen – von abstrakt-experimentellen Tracks bis hin zu Vokalstücken mit Schlager-Elementen (Justus Köhncke) – versteht sich Kompakt nach wie vor als Techno-Label (Wolfgang Voigt in einem Interview 2003: 51% auf Kompakt muss Techno sein. Ansonsten ist erlaubt, was gefällt.).
Der Anspruch des Labels ist es, innovative und polarisierende Musik zu machen und trotzdem auch wirtschaftlichen Erfolg zu haben; gerade bei Platten, bei denen es darum geht, recht zu haben, nicht zu verkaufen, wie Voigt es einmal sagte. Trotz Experimentierfreude wird auch Wert auf funktionelle Tanzmusik und DJs als Käufer-Zielgruppe gelegt, was durch die wöchentliche Partyreihe Total Confusion im Kölner Club Studio 672 gefördert wurde, die der Kompakt-Mitinhaber Michael Mayer von 1998 bis zum 30. Juni 2006 als DJ zusammen mit Tobias Thomas betrieb. Die Partyreihe fand bis November 2014 monatlich im Kölner Bogen 2 statt. Die meisten Releases erscheinen immer noch auf Vinyl, CDs fassen oft eine Reihe bereits zuvor veröffentlichter Maxis zusammen. Die Corporate Identity von Kompakt stammte von der Langzeitweggefährtin Bianca Strauch, die nach mehreren Auslandsaufenthalten heute in Hamburg lebt und arbeitet.

## Bekannte Künstler
Neben den Labelgründern und -inhabern haben unter anderem folgende Musiker auf Kompakt und seinen Sublabels veröffentlicht:
- Agoria
- ANNA
- Audion
- Matias Aguayo
- Gui Boratto
- Dave DK
- Robag Wruhme
- Thomas Fehlmann
- The Field
- Sascha Funke
- Markus Güntner
- GusGus
- Kitbuilders
- Justus Köhncke
- The Modernist
- Klimek
- DJ Koze
- Kölsch
- Mikkel Metal
- The Orb
- Joachim Spieth
- Extrawelt
- Rex the Dog
- SCSI-9
- Superpitcher
- Gebrüder Teichmann
- John Tejada
- T.Raumschmiere
- WhoMadeWho
- Wolfgang Voigt (auch unter dem Pseudonym Wassermann)
- Zombie Nation

## Sublabels
- Profan (bereits 1993 gegründet, bis heute in sporadischer Folge Veröffentlichungen)
- Studio 1. Eine 1995 bis 1997 erschienene, einflussreiche Reihe aus zehn experimentell-minimalistischen 12"-Maxis von Wolfgang Voigt. Unbenannt und nur durch die verschiedenfarbigen Etiketten der Platten unterscheidbar
- Auftrieb. Erste Veröffentlichung 1996
- Freiland. Sechs 12" von Wolfgang Voigt, erschienen 1998/99
- Kreisel 99. Eine Reihe aus 52 7"-Singles, die 1999 im wöchentlichen Rhythmus als "Countdown" auf den Jahrtausendwechsel veröffentlicht wurden
- Speicher (aka Kompakt Extra). Eine 2002 begonnene Reihe treibender 12"-Maxis, die zu den Kompakt-Veröffentlichungen mit den höchsten Verkaufszahlen zählen. Das Adler-Logo verwendet das Kölner Wappen.
- Kompakt Pop
- K2
- Immer

## Vertrieb
Über Kompakt werden unter anderem folgende andere Labels vertrieben: K2 (Köln), Playhouse (Frankfurt), Areal (Berlin), Sender (Berlin), Freude am Tanzen (Jena), Italic (Köln), Traum Schallplatten (Köln), Trapez (Köln), Foundsound (Philadelphia), Boxer (Köln), Kickboxer (Köln), Musik Krause (Jena), CMYK (Madrid), Orac (Seattle), Paradigma (Barcelona), Glimpse (London), Ostgut Tonträger (Berlin), Soniculture (Porto), Anticipate (New York), Treibstoff (Köln), Dial (Hamburg), Sportclub (Hannover), Stattmusik (Zürich), Pro-Tez (Moskau), Echocord (Kopenhagen), Defrag Sound Processing (Mailand), Firm (Köln), Apnea (Madrid), Mule Electronic (Tokio), Pom Pom (Färöer/Berlin), Nursing home (Berlin), Vidab Records (Berlin), m=minimal (Berlin) und UKW (München).